# Bernard Baruch
Bernard Mannes Baruch (19 de agosto de 1870-20 de junio de 1965) fue un financiero, accionista, estadista y asesor político estadounidense de origen judío. Después de su éxito en los negocios, dedicó su tiempo a aconsejar a los presidentes de Estados Unidos Woodrow Wilson y Franklin D. Roosevelt en asuntos económicos y se convirtió en filántropo.

## Juventud
Nació en una familia judía en Camden, Carolina del Sur, en agosto de 1870, hijo de Belle y el médico Simon Baruch. Era el segundo de cuatro hijos, incluyendo sus hermanos Herman B. Baruch, Sailing W. Baruch, y Hartwig N. Baruch.
En 1881 la familia se mudó de Camden a Nueva York, donde Bernard y sus hermanos asistieron a escuelas locales. Estudió y se graduó en la City College of New York.
Baruch se casó con Annie Griffin, una cristiana episcopaliana de Nueva York. Juntos tuvieron tres hijos: Belle Baruch; Bernard Baruch Jr. y Renee Baruch.

## Carrera
Era corredor y socio de A.A. Housman & Company. Con sus ingresos y comisiones compró un puesto en la Bolsa de Nueva York por 18.000 dólares (434.000 dólares actuales). Allí amasó una fortuna antes de los 30 años especulando en el mercado del azúcar. En 1903 Baruch tuvo su propia empresa de corretaje y obtuvo la reputación de "El lobo solitario de Wall Street" debido a su negativa para unirse a ninguna casa financiera. Por 1910, se había convertido en uno de los financieros más conocidos de Wall Street. 
En 1925 financió a las Hijas Unidas de la Confederación (UDC) así como el premio universitario Mrs. Simon Baruch, en memoria de su madre, para apoyar becarios quienes hubieran escrito monografías inéditas para libros de historia de los Estados Confederados. Su madre había sido una miembro temprana de la organización y apoyado sus actividades.

## Asesor presidencial: Primera Guerra Mundial
En 1916 dejó Wall Street para aconsejar al presidente Woodrow Wilson en defensa nacional y términos de paz. Sirvió en la Comisión Asesora del Consejo de Defensa Nacional, y en 1918, se convirtió en el presidente de la nueva War Industries Board (WIB). Con su liderazgo, en su cargo dirigió exitosamente la movilización económica de los EE. UU. durante la Primera Guerra Mundial. En 1919, Wilson le preguntó a Baruch si podría servir como miembro del personal en la Conferencia de Paz de París. Baruch no aprobó las indemnizaciones que Francia y Gran Bretaña reclamaron a Alemania y apoyó la opinión de Wilson de que tenía que haber nuevas formas de cooperación, y el apoyo a la creación de la Liga de Naciones.
Entre 1920 y 1930 expresó su preocupación de que Estados Unidos necesitaba ser preparada para otra guerra mundial. Quería una versión más potente del War Industries Board, la cual vio como la única manera de asegurar la máxima coordinación entre las necesidades militares y los negocios civiles. Baruch quedó como un prominente asesor del gobierno durante este tiempo, apoyando las iniciativas de política interna y exterior de Franklin D. Roosevelt después de su elección.
Durante el programa del "New Deal" del presidente Roosevelt, Baruch fue miembro de la "Brain Trust" y ayudaba a la Administración de Recuperación Nacional (NRA). Fue también un colaborador importante a la polémica iniciativa de Eleanor Roosevelt para construir una comunidad de restablecimiento para familias mineras desempleadas en Arthurdale, Virginia Occidental.

## Asesor presidencial: Segunda Guerra Mundial

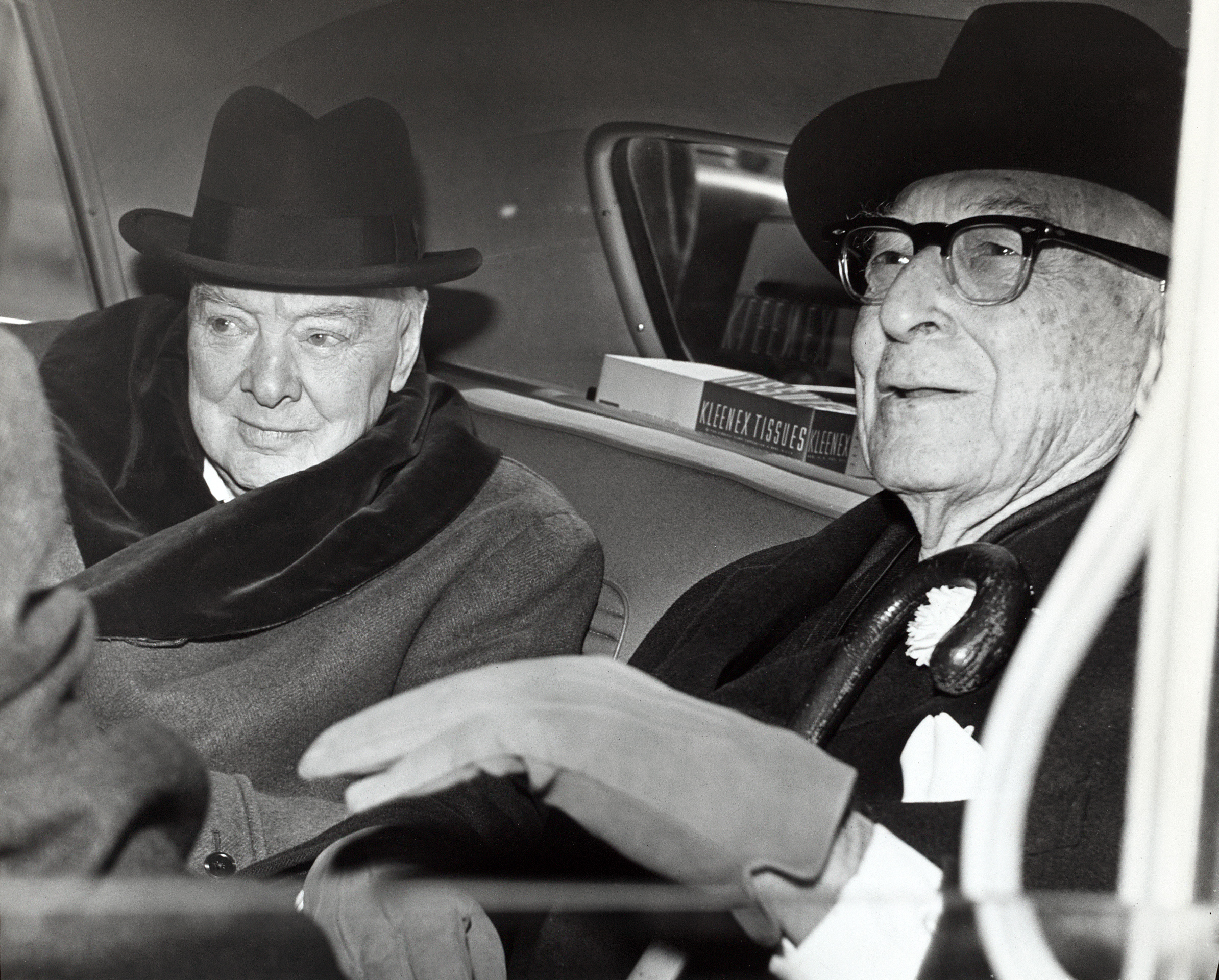
Winston Churchill y Bernard Baruch conversan en el asiento posterior de un coche delante de la casa de Baruch.

Cuando Estados Unidos entró en la Segunda Guerra Mundial, el presidente Roosevelt nombró a Baruch asesor especial del director de la Oficina de Movilización de Guerra. Apoyó lo que se conoce como ley "work or fight" ("trabaja o pelea"). Baruch defendió la creación de una superagencia permanente similar al viejo Industries Board. Su política realzó la función del Civil Businessmen & Industrialists (Hombres de Negocio e Industriales Civiles) en determinar qué era necesitado y quién lo produciría. La mayoría de las ideas de Baruch fueron adoptadas por James Byrnes para llevarlas a cabo. Durante la Segunda Guerra Mundial Baruch quedó como un asesor de confianza y confidente del presidente Roosevelt.
En febrero de 1943, Roosevelt invitó a Baruch a reemplazar la ampliamente criticada jefatura de Donald M. Nelson en la War Production Board. Baruch había codiciado durante mucho tiempo ese puesto y respondió que solo necesitaba preguntar a su doctor si era lo bastante sano para el puesto. Sin embargo, durante la espera, el asesor presidencial Harry Hopkins persuadió a Roosevelt de despedir a Nelson.
En 1946 el presidente Harry S. Truman nombró a Baruch como representante de Estados Unidos ante las United Nations Atomic Energy Commission (UNAEC). En junio de 1946, Baruch presentó al UNAEC su Plan Baruch, una versión basada en el Informe Acheson-Lilienthal, el cual proponía un control internacional de la entonces nueva energía atómica. La Unión Soviética rehusó el plan Baruch y lo calificó como injusto, dado el hecho de que Estados Unidos ya tenía armas nucleares; propuso que Estados Unidos eliminara sus armas nucleares antes de que un nuevo sistema de controles fuera implementado.
Durante un debate en 1947, acuñó el término "Guerra Fría" para referirse a las relaciones internacionales con la Unión Soviética. Después, este término sería popularizado por Walter Lippmann. Baruch dimitió de la comisión en 1947. Su influencia empezó a disminuir a medida que crecía aún más la aceptación de Truman.

## Corredores purasangre
Bernard Baruch poseyó un establo de caballos de carreras purasangre que competían bajo el nombre de "Kershaw Stable". En 1927, su caballo Happy Argo ganó el Carter Handicap.

## Compra de la plantación Hobcaw

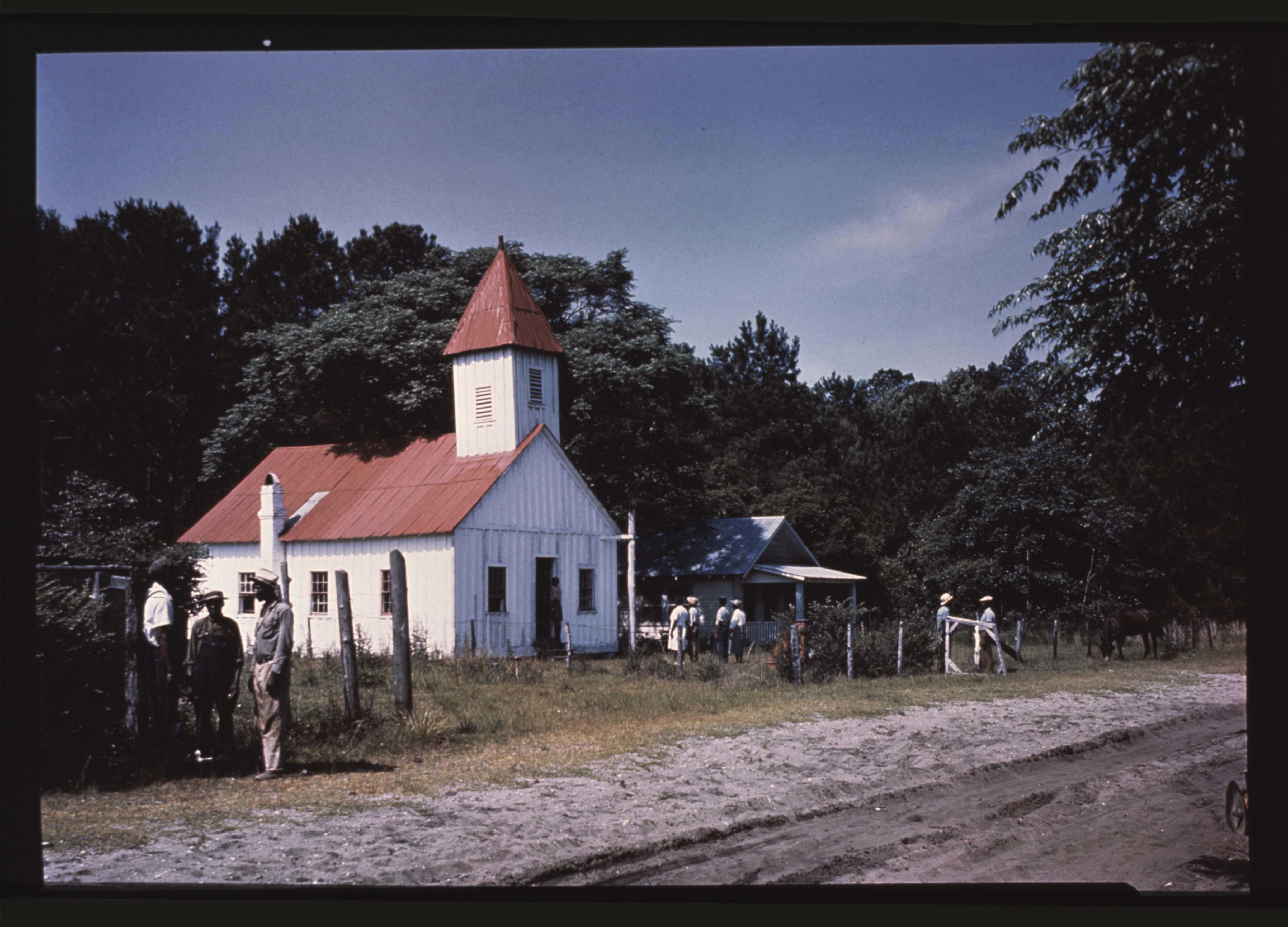
Cuarteles para esclavos con iglesia al fondo. Plantación Hobcaw en Georgetown, Carolina del Sur.

Entre 1905 y 1907, Bernard Baruch adquirió sistemáticamente un total de aproximadamente 15.560 acres (63 kilómetros cuadrados) de una vieja plantación del siglo XVIII llamada "Hobcaw Barony", luego conocida como Plantación Bellefield, localizada en una península llamada Waccamaw Neck, entre Winyah Bay y el Océano Atlántico, en Georgetown, Carolina del Sur. Baruch posteriormente desarrolló secciones de la propiedad como coto de caza durante el invierno. Más tarde transfirió la propiedad a su hija mayor, Belle W. Baruch. Después de su muerte en 1964, la propiedad fue transferida a la Fundación Belle W. Baruch como la Hobcaw nature and research preserve. La propiedad también incluye más de cuarenta edificios históricos que representan la industria del siglo XVIII y XIX.La propiedad entera ingresó al Registro Nacional de Sitios Históricos en noviembre de 1994.
La Fundación Belle W. Baruch y la North Inlet-Winyah Bay National Estuarine Research Reserve conjuntamente operan el Centro de Descubrimiento de Hobcaw Barony y proporcionan visitas y programas especiales.